# Conotrachelus amplicollis
Conotrachelus amplicollis – gatunek chrząszcza z rodziny ryjkowcowatych.

## Zasięg występowania
Ameryka Południowa, notowany w Brazylii.